# Gabriel Wojniłłowicz
Gabriel Michał Wojniłłowicz al. Woyniłłowicz (ur. w?, zm. 1664) – polski wojskowy, oficer, pułkownik jazdy koronnej, szlachcic herbu własnego, starosta lityński w 1664 roku, starosta krośnieński.
Dowódca pułku kaniowskiego Kozaków rejestrowych (jako Wonniłowicz) w bitwie nad Żółtymi Wodami w roku 1648. Wysłany w poselstwie do Tuhaj-Beja, został wzięty do niewoli wraz ze Stefanem Czarnieckim i Aleksandrem Brzuchańskim.
Po powrocie z niewoli przez dwa lata był rotmistrzem na służbie u księcia Jeremiego Wiśniowieckiego, potem był porucznikiem u Stanisława Rewery Potockiego. Brał udział w bitwie pod Białą Cerkwią w 1651 r. oraz w bitwie pod Buczaczem w 1655 r.
W 1655 roku Szwedzi wkroczyli do Polski, Wojniłłowicz ze swoim oddziałem wycofał się do Małopolski i wystąpił przeciw Szwedom. 7 grudnia 1655 r. stoczył zwycięską i przełomową bitwę ze Szwedami i z oddziałami dowodzonymi przez Aleksandra Prackiego pod Krosnem i wyzwolił to miasto biorąc dowódcę do niewoli. Za zdradę Ojczyzny Prackiego postawiono pod sąd i rozstrzelano na krośnieńskim Rynku.
Jako wyzwoliciel tego miasta, pułkownik Gabriel Wojniłłowicz, po powrocie z pomyślnej ekspedycji zatrzymał swą chorągiew w fortecy łańcuckiej, skąd 10 grudnia listownie powiadomił Króla Polski Jana Kazimierza o odniesionym sukcesie i gdzie następnie oczekiwał na dalsze rozkazy królewskie. Prowadził zwycięskie działania partyzanckie w okolicach Biecza. U boku Jerzego Sebastiana Lubomirskiego, marszałka koronnego, przystąpił do zorganizowania liczącego ok. 3000 ludzi oddziału, który wziął udział w wyzwoleniu Wieliczki i Wiśnicza, zaatakował Szwedów kierujących się od Krakowa w kierunku Sącza w Kamionnej, gdzie Polacy uderzyli ze wzgórza, odnosząc zwycięstwo. W dniu 13 grudnia 1655 r. stoczył zwycięską bitwę i zdobył Nowy Sącz. A potem walczył koło Niepołomic i w Bochni wycinając szwedzkie garnizony, zdobywa miasto, Wieliczkę, Wiśnicz i udał się pod Kraków.
Gdy powracał Król Jan Kazimierz z Opola, a potem z Lubowli, to torował mu drogę na trasie Biecz, Nowy Żmigród, Dukla i 3 stycznia 1656 r. do 12 stycznia 1656 r. przebywał w Krośnie. A potem torował drogę przez Domaradz do Łańcuta i do Lwowa. W lutym 1656 r. Wojniłowicz połączył swe siły z Czarneckim i razem ruszyli do województwa sandomierskiego, gdzie operowali wraz z Lubomirskim na linii Przemyśl-Sandomierz. Wojniłłowicz brał udział w bitwie pod Jarosławiem, zamknięciu wojsk szwedzkich w widłach Sanu i Wisły. Awansował na porucznika królewskiej chorągwi kozackiej. W czasie bitwy pod Warką w 1656 r. dowódca, u Czarnieckiego, hetmańskiego pułku jazdy (ok. 500-600 koni).
W czasie wyprawy na Prusy był w randze pułkownika doradcą wojskowym hetmana litewskiego Wincentego Gosiewskiego. Dowodził Tatarami budziackimi prowadzonymi przez Subchana Ghazi Agę w bitwie pod Prostkami niedaleko Ełku. Ich zadaniem było rozpoznanie brodów, ataki na tyłach wojsk. Po walce Tatarzy zostali wypuszczeni i pustoszyli ziemie pruskie.
Wojniłłowicz zmarł z ran lub zginął w 1664 r.